# 샤흐 플로브
샤흐 플로브(아제르바이잔어: şah plov)는 아제르바이잔의 플로브(필라프)이다. 라바시를 깐 그릇에 바스마티쌀밥을 건살구, 건자두, 밤, 건포도 등과 섞어 넣은 다음 접시 위에 엎은 음식이다. 결혼식 등에서 먹는다.

## 이름
아제르바이잔어 "샤흐 플로브(şah plov)"는 "왕 필라프"라는 뜻이다. "샤흐(şah)"는 "왕"이라는 뜻이며, 어원은 페르시아어 "샤(شاه)"다. "플로브(plov)"는 "필라프"라는 뜻이다.

## 같이 보기
- 셰섄다스 플로브